# Sternotomis rousseti
Sternotomis rousseti är en skalbaggsart som beskrevs av Allard 1993. Sternotomis rousseti ingår i släktet Sternotomis och familjen långhorningar. Inga underarter finns listade i Catalogue of Life.